# Районні ради Гонконгу
У Гонконгу існує 18 Районних рад (англ. district council; кант. 香港區議會, трансліт. hoeng1gong2 keoi1 ji5wui2; до 1999 — district board), які є місцевими органами самоврядування для виконання певних функцій за доручення від влади. Кожна рада займається кожним 18 районом Гонконгу.

## Функції
Радам доручено консультувати Уряд Гонконгу та КНР з таких питань:
- питання, що впливають на добробут людей в районі;
- надання та використання громадських об'єктів і послуг у межах району;
- адекватність та пріоритетність державних програм для району;
- використання державних коштів, виділених району на місцеві громадські роботи та громадську діяльність.

Також за наявні виділені урядом кошти Ради здійснюють:
- покращення навколишнього середовища;
- сприяння рекреаційній та культурній діяльності;
- участь у громадській діяльності.[2]

## Список районних рад
Для кожного з наступних вісімнадцяти районів Гонконгу існує Районна рада. Номер зліва відповідає числу, зображеному на мапі праворуч.

Мапа районних рад

| №  | Рада                                   | Район                   | Регіон         | Місць |
| -- | -------------------------------------- | ----------------------- | -------------- | ----- |
| 1  | Рада Центрального та Західного районів | Центральний та Західний | Острів Гонконг | 20    |
| 2  | Рада Східного району                   | Східний                 | Острів Гонконг | 30    |
| 3  | Рада Південного району                 | Південний               | Острів Гонконг | 20    |
| 4  | Рада Ванчай                            | Ванчай                  | Острів Гонконг | 10    |
| 5  | Рада Коулуну                           | Коулун-сіті             | Острів Коулун  | 20    |
| 6  | Рада Тонг                              | Тонг                    | Острів Коулун  | 40    |
| 7  | Рада Шам Шуй По                        | Шам Шуй По              | Острів Коулун  | 20    |
| 8  | Рада Вон Тай Сінь                      | Вон Тай Сінь            | Острів Коулун  | 20    |
| 9  | Рада Яу цім Мон                        | Яу цім Мон              | Острів Коулун  | 20    |
| 10 | Рада Островів                          | Острови                 | Нові Території | 18    |
| 11 | Рада Квай Цінь                         | Квай Цінь               | Нові Території | 32    |
| 12 | Рада Північного району                 | Північний               | Нові Території | 24    |
| 13 | Рада Сайкун                            | Сайкун                  | Нові Території | 32    |
| 14 | Рада Шатінь                            | Шатінь                  | Нові Території | 42    |
| 15 | Рада Тай По                            | Тай По                  | Нові Території | 22    |
| 16 | Рада Цуен Ван                          | Цуен Ван                | Нові Території | 22    |
| 17 | Рада Цуен Мун                          | Цуен Мун                | Нові Території | 32    |
| 18 | Рада Юен Лонг                          | Юен Лонг                | Нові Території | 46    |